# Aiguille de Bionnassay
Pour les articles homonymes, voir Bionnassay.
L'aiguille de Bionnassay est un sommet du massif du Mont-Blanc culminant à 4 052 mètres.

## Toponymie
Les noms des montagnes font partie des plus anciennes couches de toponymes. La plupart du temps ils ont une origine celte ou indo-européenne. Les peuples traditionnels ont souvent donné aux montagnes le nom d'une divinité. Dans la langue celte continentale Bionnassay signifie littéralement « là où se tient la déesse à la hache ». C'est un composé de plusieurs éléments : le mot gaulois bio- qui signifie « hache » ou « frappeur », le suffixe théonymique féminin -na, ainsi que la dérivation de localisation -sso « qui se tient, qui se trouve »,. Les Celtes représentaient certaines divinités avec une hache ; la représentation du dieu Ésus sur le pilier des Nautes en est un exemple.

## Géographie

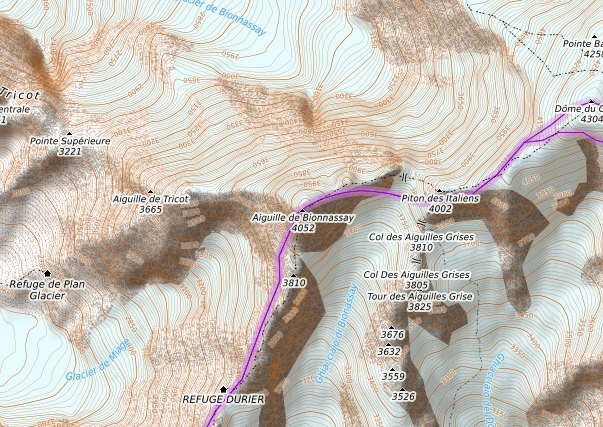
Carte topographique de l'aiguille.

L'aiguille de Bionnassay se trouve à un peu moins de quatre kilomètres à l'ouest du mont Blanc. Ses voisins orientaux sont le piton des Italiens (4 002 m) puis le dôme du Goûter (4 304 m). Elle est reliée à ces sommets par le col de Bionassay (3 888 m). Sa proéminence est donc de 164 m. L'arête sud la relie aux dômes de Miage par le col de Miage (3 358 m), où se trouve le refuge Durier (3 369 m).
L'aiguille est entourée sur toutes ses faces de glaciers. La face nord du sommet est composée principalement de glace et de quelques rochers émergents, se terminant au glacier de Bionnassay. Au sud, en territoire italien, se trouve le glacier de Bionnassay italien qui rejoint le glacier du Miage par le sud puis termine son cours dans le val Vény. Au sud-est se trouve le glacier du Dôme qui, lui aussi, rejoint par le sud le glacier du Miage.

## Ascensions
L'aiguille de Bionnassay a été gravie pour la première fois le 28 juillet 1865 par les Anglais Buxton, Grove et McDonald, guidés par Jean-Pierre Cachat et Michel-Ambroise Payot, par le versant nord-ouest. De niveau AD avec des pentes maximales de 55°, cette face est très classique depuis le refuge de Tête-Rousse. La voie normale actuelle, par l'arête sud a été inaugurée le 13 ou le 14 juillet 1888 par G. Gruber avec Kaspar Maurer et Andreas Jaun. Également très fréquentée, elle peut être précédée de la traversée des dômes de Miage (avec nuit au refuge Durier), et poursuivie vers le mont Blanc par le piton des Italiens et le dôme du Goûter, puis le mont Maudit et le mont Blanc du Tacul pour arriver à l'aiguille du Midi (voie des « trois Mont-Blanc »). L'aiguille de Bionassay peut aussi être gravie depuis l'Italie et le refuge Gonella par l'arête nord-est (PD).
La première ascension hivernale a été réalisée en 1928 par Armand Charlet et Roger Frison-Roche.

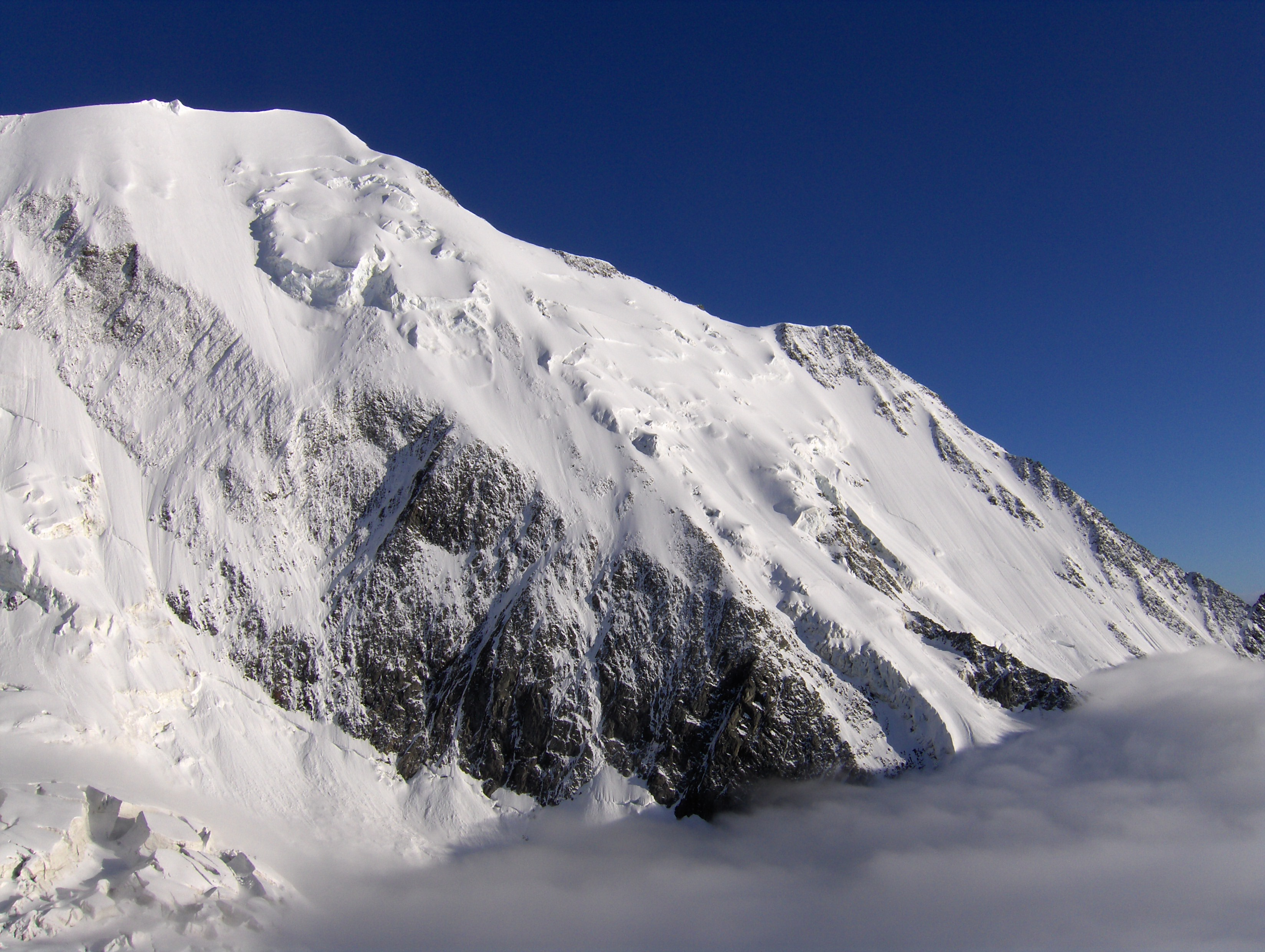
L'aiguille de Bionnassay vue du refuge de Tête-Rousse.
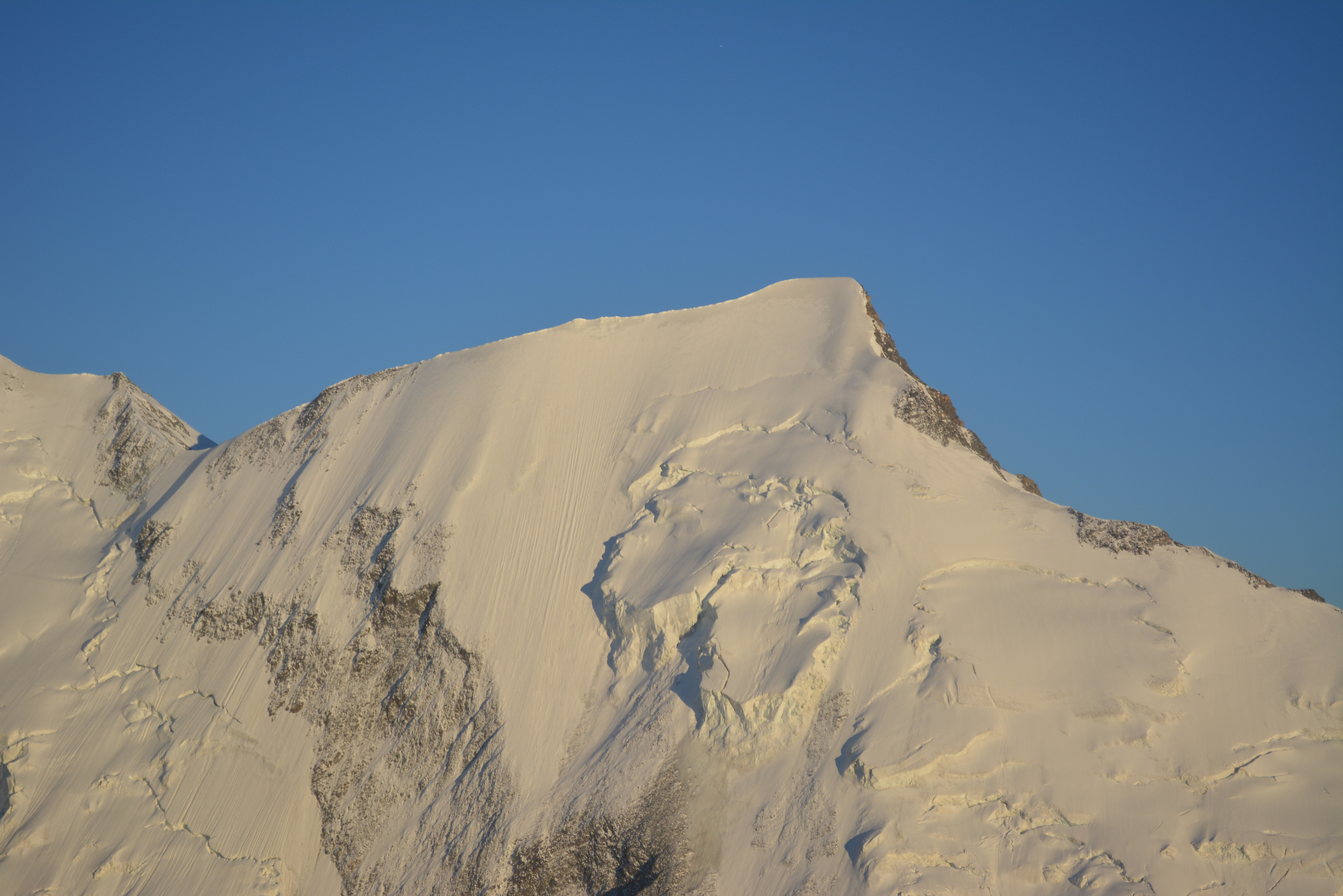
Versant occidental.